# 適塾

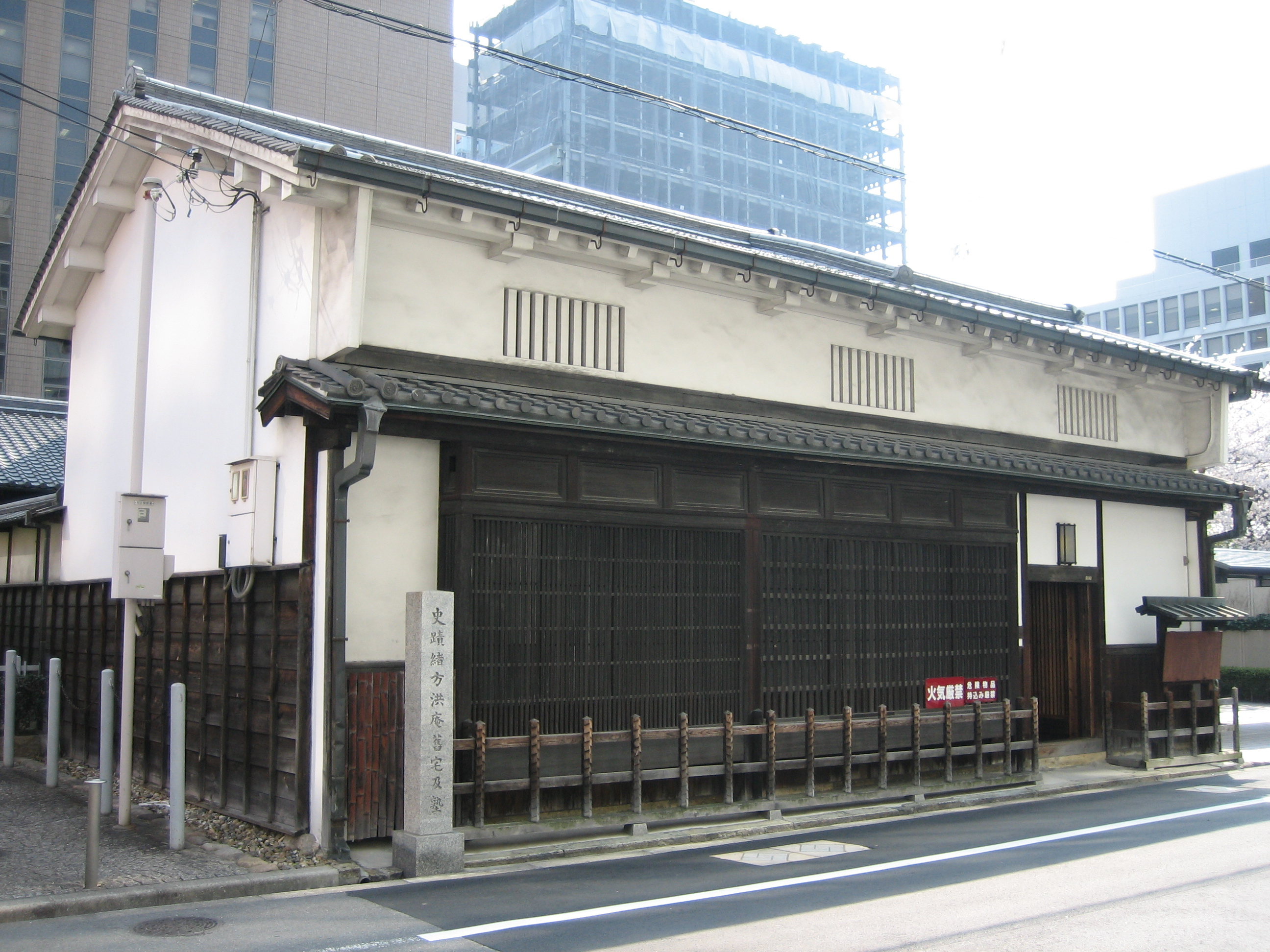
適塾

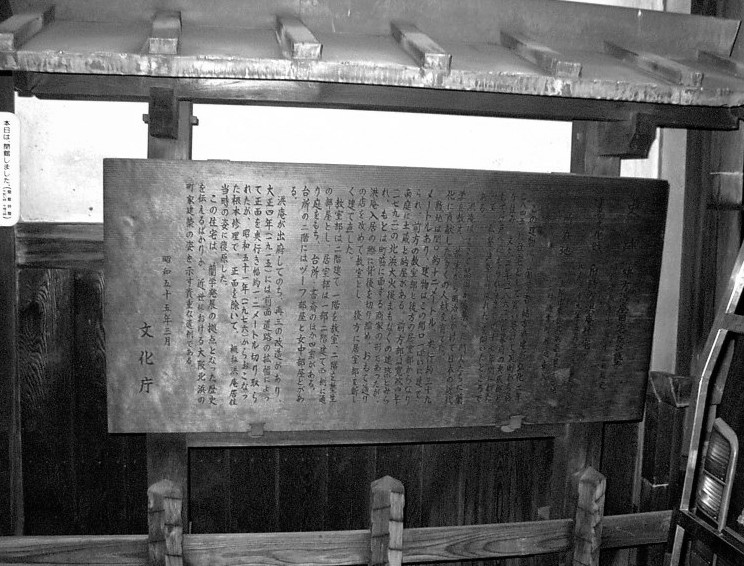
適塾説明板

適塾（てきじゅく、正式名称: 適々斎塾〈てきてきさいじゅく〉、別称: 適々塾〈てきてきじゅく〉）は、緒方洪庵が江戸時代後期に大坂船場に開いた蘭学の私塾。1838年（天保9年）開学。緒方洪庵の号である「適々斎」を由来とする。幕末から明治維新にかけて福澤諭吉、大村益次郎、箕作秋坪、佐野常民、高峰譲吉など多くの名士を輩出した。「緒方洪庵旧宅および塾」として国の史跡に、「旧緒方洪庵住宅(大阪府大阪市東区北浜)」として重要文化財に指定されている。

## 歴史

適塾建物横にある公園に設置された緒方洪庵の銅像

### 適塾
- 1838年（天保9年） 洪庵が津村東之町（現：大阪市中央区瓦町三丁目）に蘭学塾を開く。
- 1845年（弘化2年） 過書町（現：大阪市中央区北浜三丁目）の商家を購入し移転。
- 1846年（弘化3年） 大村益次郎が入門。
- 1855年（安政2年） 福澤諭吉が入門。
- 1860年（万延元年）　除痘館が適塾の南へ移転。
- 1862年（文久2年） 伊東玄朴らの推挙により、幕府が強く要望したため、洪庵が江戸幕府奥医師および西洋学問所頭取就任を受け入れて江戸に移住。西洋学問所では適塾式の授業が行われた。大阪の適塾塾生の教育には緒方拙斎（養子）が当たった。
- 1863年（文久3年） 洪庵が江戸の医学所頭取役宅で客死。
- 1868年（明治元年） 適塾閉鎖。

### 歴代塾頭
| 代数 | 氏 名                    |
| ---- | ------------------------ |
| 初代 | 緒方洪庵                 |
| 02代 | 奥山静寂                 |
| 03代 | 久坂玄機（久坂玄瑞の兄） |
| 04代 | 大村益次郎               |
| 05代 | 飯田柔平                 |
| 06代 | 伊藤慎蔵                 |
| 07代 | 渡辺卯三郎               |
| 08代 | 栗原唯一                 |
| 09代 | 松下元芳                 |
| 10代 | 福澤諭吉                 |
| 11代 | 長與專齋                 |
| 12代 | 山口良哉                 |
| 13代 | 柏原学而（孝章）         |

## 特徴
適塾の開塾二十五年の間には、およそ三千人の入門生があったと伝えられている。適塾では、教える者と学ぶ者が互いに切磋琢磨し合うという制度で学問の研究がなされており、明治以降の学校制度とは異なるものであった。
塾生であった慶應義塾創設者・福澤諭吉が在塾中腸チフスに罹った時、投薬に迷った緒方洪庵の苦悩は親の実の子に対するものであったというほど、塾生間の信頼関係は緊密であった。
塾生にとっての勉強は、蔵書の解読であった。「ヅーフ」（ヅーフ編オランダ日本語辞典）と呼ばれていた塾に1冊しかない写本の蘭和辞典が置かれている「ヅーフ部屋」には時を空けずに塾生が押しかけ、夜中に灯が消えたことがなかったという。
適塾では、月に6回ほど「会読」と呼ばれる翻訳の時間があり、程度に応じて「○」・「●」・「△」の採点制度を導入し、3カ月以上最上席を占めた者が上級に進む。こういった成績制度は、適塾出身者が創設した慶應義塾のあり方に、さまざまな影響を与えたといわれている。
塾生の多くは苦学生で、遊びはたまに酒を飲んだり、道頓堀川を散策する程度だった。「緒方の書生は学問上のことについては、ちょいとも怠ったことはない」（『福翁自伝』）というほど、ひたすら勉学に打ち込んだといわれる。後に卒業生は適塾時代を振り返り、「目的なしの勉強」を提唱している。塾生は立身出世を求めたり勉強しながら始終わが身の行く末を案じるのではなく、純粋に学問修行に努め、物事のすべてに通じる理解力と判断力をもつことを養ったのである。
緒方の死後は、福澤諭吉と大鳥圭介が中心となって、6月10日と11月10日を恩師の記念日として同窓の友誼を深めるために毎年親睦会を開いていたようである。この親睦会には長与専斎や佐野常民など、同門の人物はほとんど参加していた。

### 閉塾後

#### 関係者
1869年（明治2年）、後藤象二郎大阪府知事、参与小松清廉の尽力により、八丁目寺町（現在の大阪市天王寺区上本町四丁目）の大福寺に浪華仮病院および仮医学校が設立される。院長は緒方惟準（洪庵の次男）、主席教授としてオランダ軍医ボードウィンを招き大福寺の施設の提供を受けて、一般の病気治療と医師に対する新治術伝習のために開かれた。半年で鈴木町（現在の大阪市中央区法円坂二丁目）の河内県庁跡（もと大坂代官所。のち南司農局。現在の大阪医療センター付近）に移転した。緒方惟準、緒方郁蔵（義弟）、緒方拙斎らがこれに参加。浪華仮病院および仮医学校は、改組・改称を経て大阪帝国大学へと発展し、現在の国立大学法人・大阪大学となっている。

#### 建物等
適塾の建物等は、現在、適塾を前身とする大阪大学が管理している。
- 1901年（明治34年） 「洪庵文庫」が門弟らにより設立される。
- 1915年（大正04年） - 1920年（大正9年） 道路の拡張のため、建物の北側が2mほど軒切りされた。
- 1940年（昭和15年） 建物が大阪府の史跡に指定。
- 1941年（昭和16年） 建物が国の史跡に指定。
- 1942年（昭和17年） 建物が緒方家から大阪帝国大学に寄贈
- 1952年（昭和27年） 適塾記念会創立。
- 1964年（昭和39年） 建物が国の重要文化財に指定。
- 1972年（昭和47年） 大阪大学・適塾管理運営委員会が発足。
- 1976年（昭和51年） - 1980年（昭和55年） 文化庁により建物が解体修理された。
- 1980年（昭和55年） 一般公開開始。
- 1981年（昭和56年） 適塾周辺史跡公園化事業により東側隣接地に公園が完成。
- 1986年（昭和61年） 西側隣接地に公園（公開空地）が完成。
- 2013年（平成25年） - 2014年（平成26年） 建物の耐震改修工事が行われた。この間一般公開は休止されていたが、工事終了後一般公開を再開。

## 門下生
門下生の自筆による姓名録が残っており、1844年（弘化元年）から1862年（文久2年）までの636名の姓名・入門年・出身地が記載されている。現在の都道府県で出身地を分けると、山口県が56名で最も多く、洪庵の出身地の岡山県が46名で2番目。その他、大阪府は19名、鹿児島県は7名となっている。また、青森県と沖縄県を除いて、北は北海道から南は鹿児島県まで全国から入門している。

### 主な門下生
- 池田謙斎 - 東京帝国大学初代医学部綜理。日本では初となる医学博士号を受ける。
- 石阪惟寛 - 陸軍軍医総監。
- 石田英吉 - 海援隊隊士。貴族院男爵議員。
- 大鳥圭介 - 蝦夷共和国の陸軍奉行。明治後学習院院長。駐清公使。男爵。
- 大村益次郎 - 村田良庵という名で入塾。日本近代陸軍を創設。靖国神社創建を献策。
- 久坂玄機 - 塾頭を務めた。久坂玄瑞の兄。
- 佐野常民 - 日本赤十字社初代総裁。伯爵。
- 杉亨二 - 日本の統計学者、官僚、啓蒙思想家、法学博士。日本近代統計の祖。
- 高松凌雲 - 箱館戦争の際の蝦夷政府軍の病院長。
- 高峰譲吉 - 科学者、発明家、実業家。世界初のアドレナリンの発見。胃腸薬タカジアスターゼで巨万の富を築く。
- 武田斐三郎 - 五稜郭の設計・建設者。
- 手塚良仙 - 大日本帝国陸軍軍医。漫画家・手塚治虫の曽祖父。
- 所郁太郎 - 幕末の志士、外科医。塾頭伊藤慎蔵に勧められ、1860年入門。産経ニュースでは「秀才の誉れ高く塾頭にまでなった」と報じられている[5]とされるが、誤解である。記事中「塾頭になった」と書いてるのは大村益次郎のことであり、塾頭のリストには所の名前はない。萩藩京都藩邸医院総督。長州藩遊撃隊軍監。暗殺者に襲われ瀕死の重傷の井上馨を、畳針約50針の縫合をし、救う。顕彰は、井上馨、品川弥二郎らによる。出身地の大野町での建碑は、井上馨孫および井上三郎の支援による。
- 長与専斎 - 内務省初代衛生局長。衛生思想の普及に尽力する。
- 橋本左内 - 若くして安政の大獄で処刑。
- 花房義質 - 明治・大正期の外交官。宮内次官、枢密顧問官、日本赤十字社社長。男爵。
- 福澤諭吉 - 慶應義塾の創立者。
- 箕作秋坪 - 三叉学舎の創立者。
- 本野盛亨 - 日本の官僚、実業家、子安峻らと共に読売新聞社を創業。
- 柏原学而（孝章）- 最後の塾頭。緒方洪庵病没後、徳川慶喜の侍医となる。

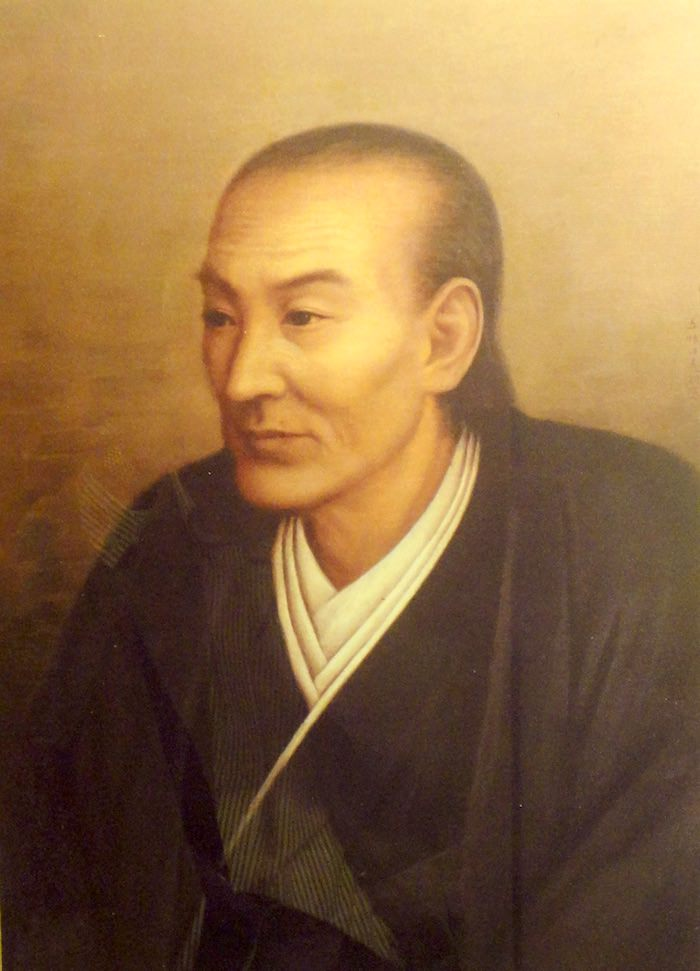
緒方洪庵
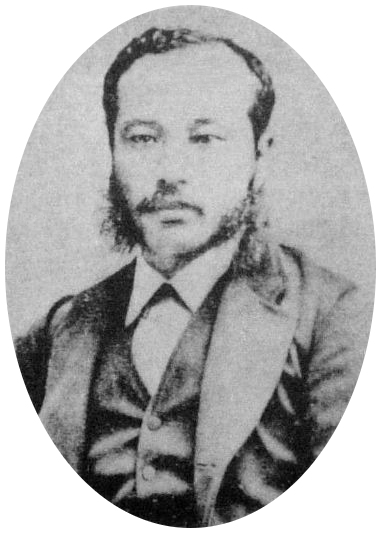
大鳥圭介
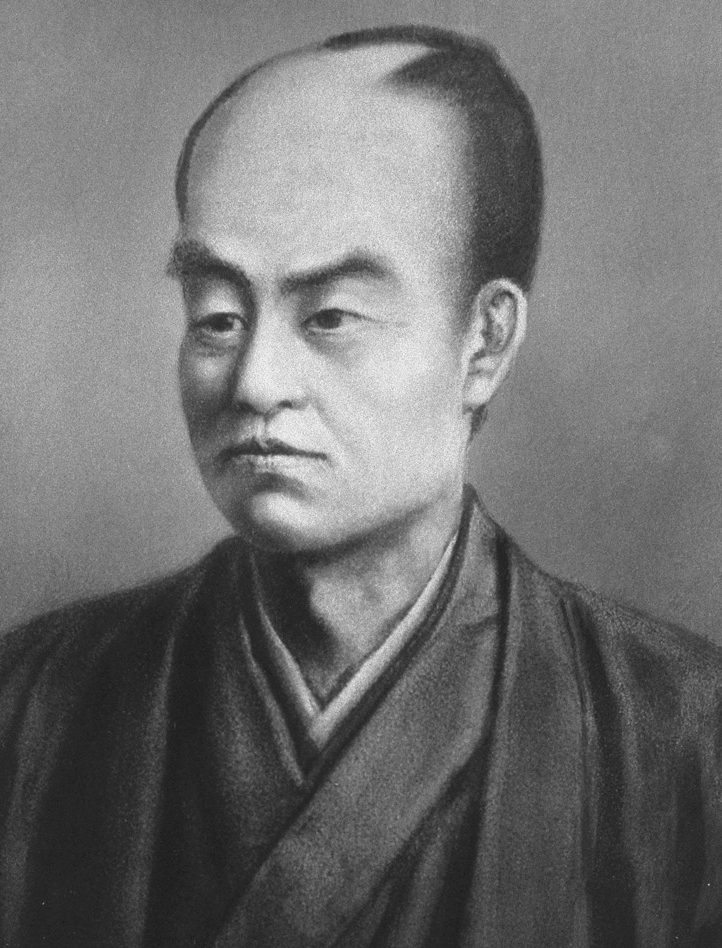
大村益次郎
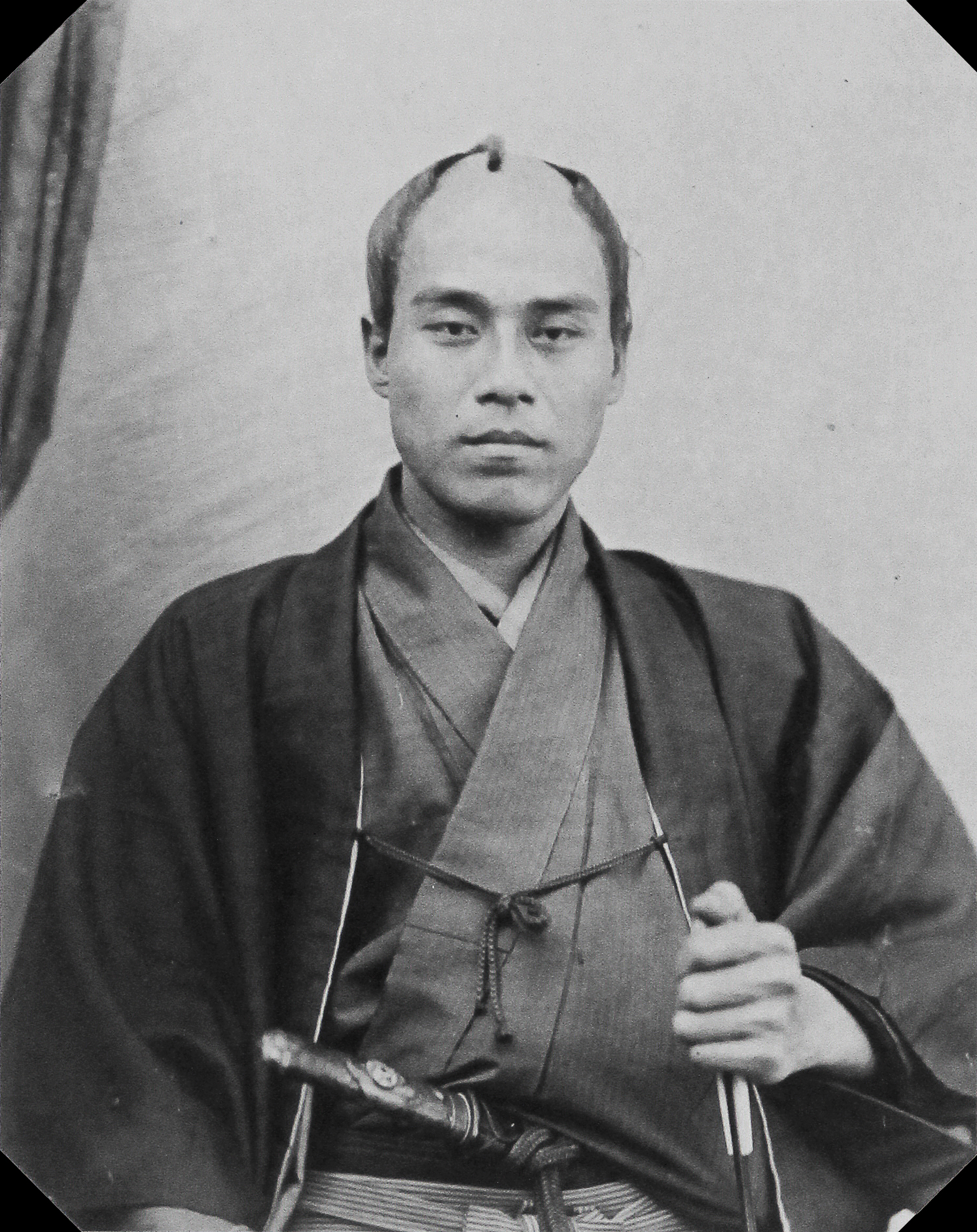
福澤諭吉
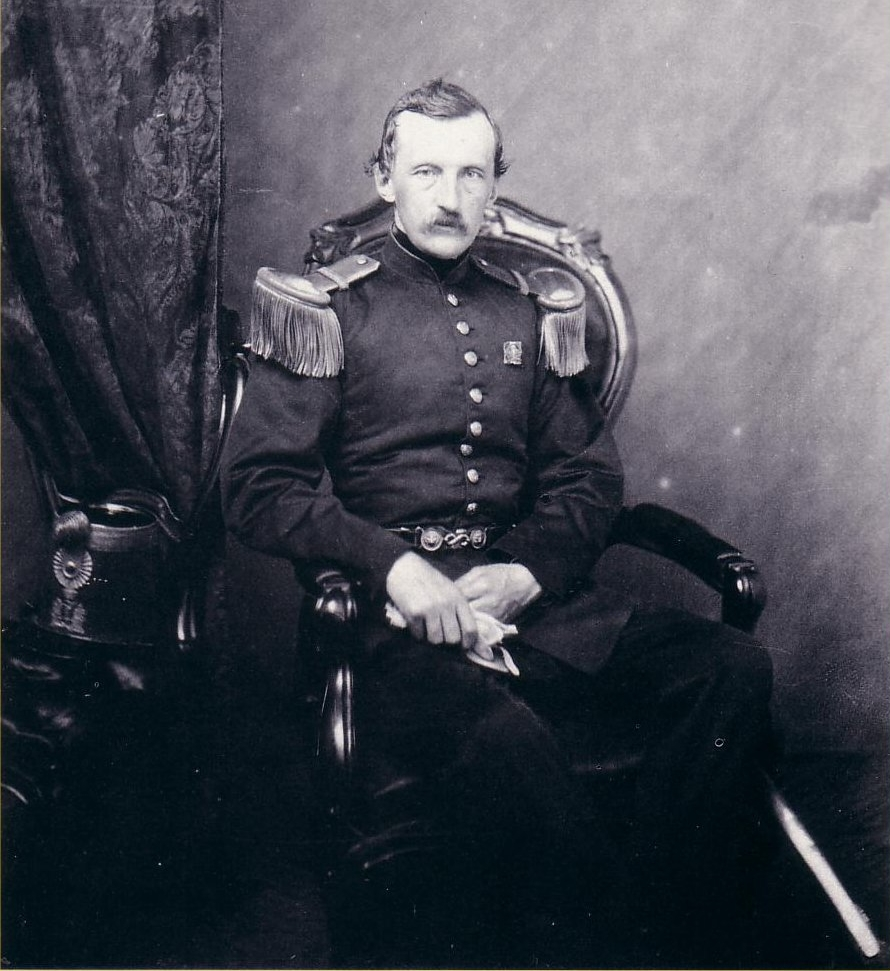
ボードウィン
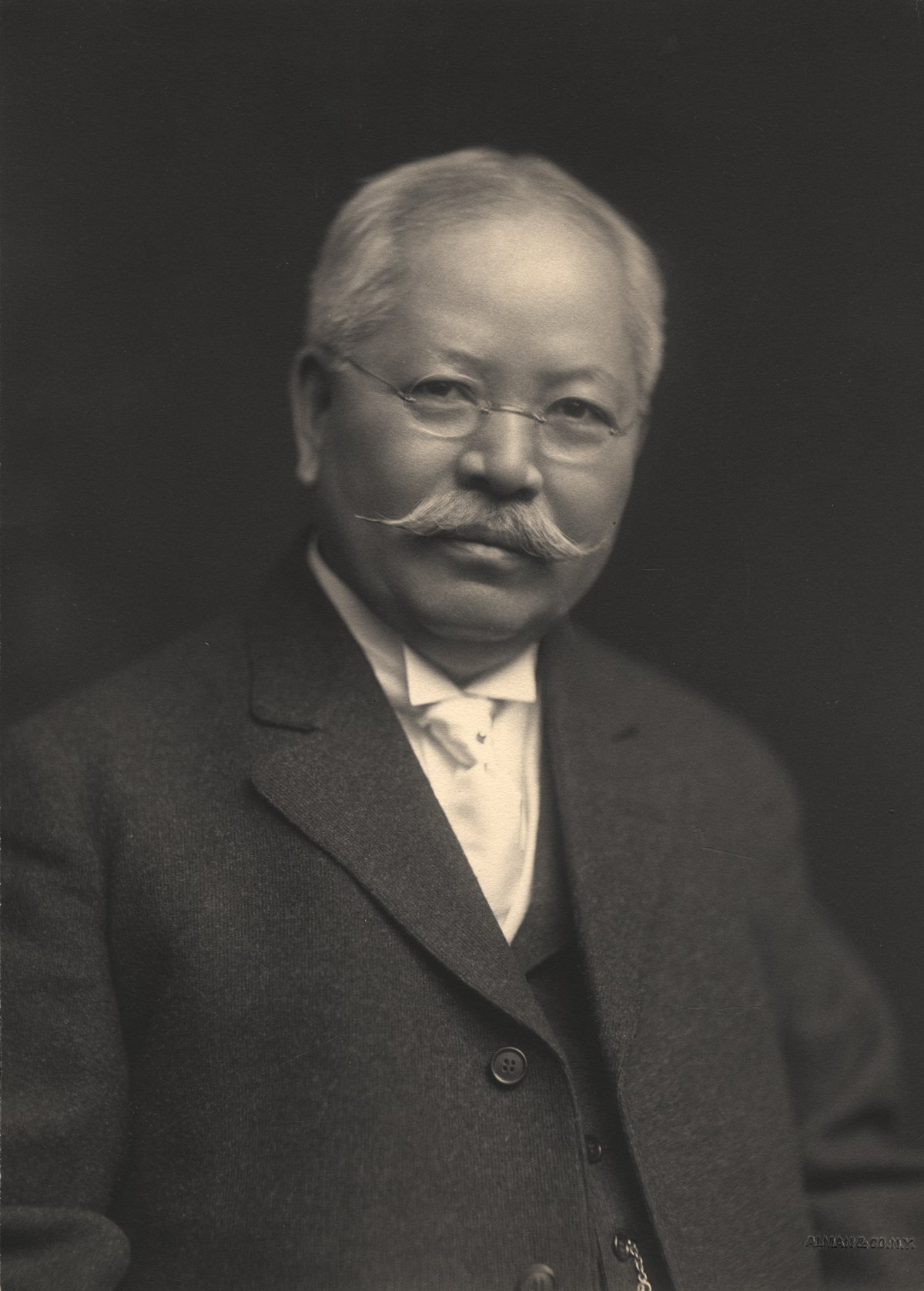
高峰譲吉
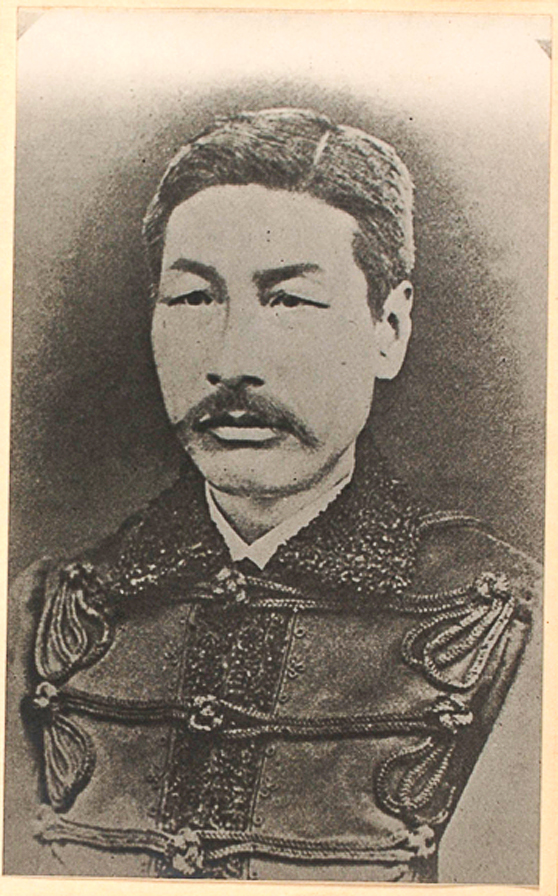
武田 斐三郎
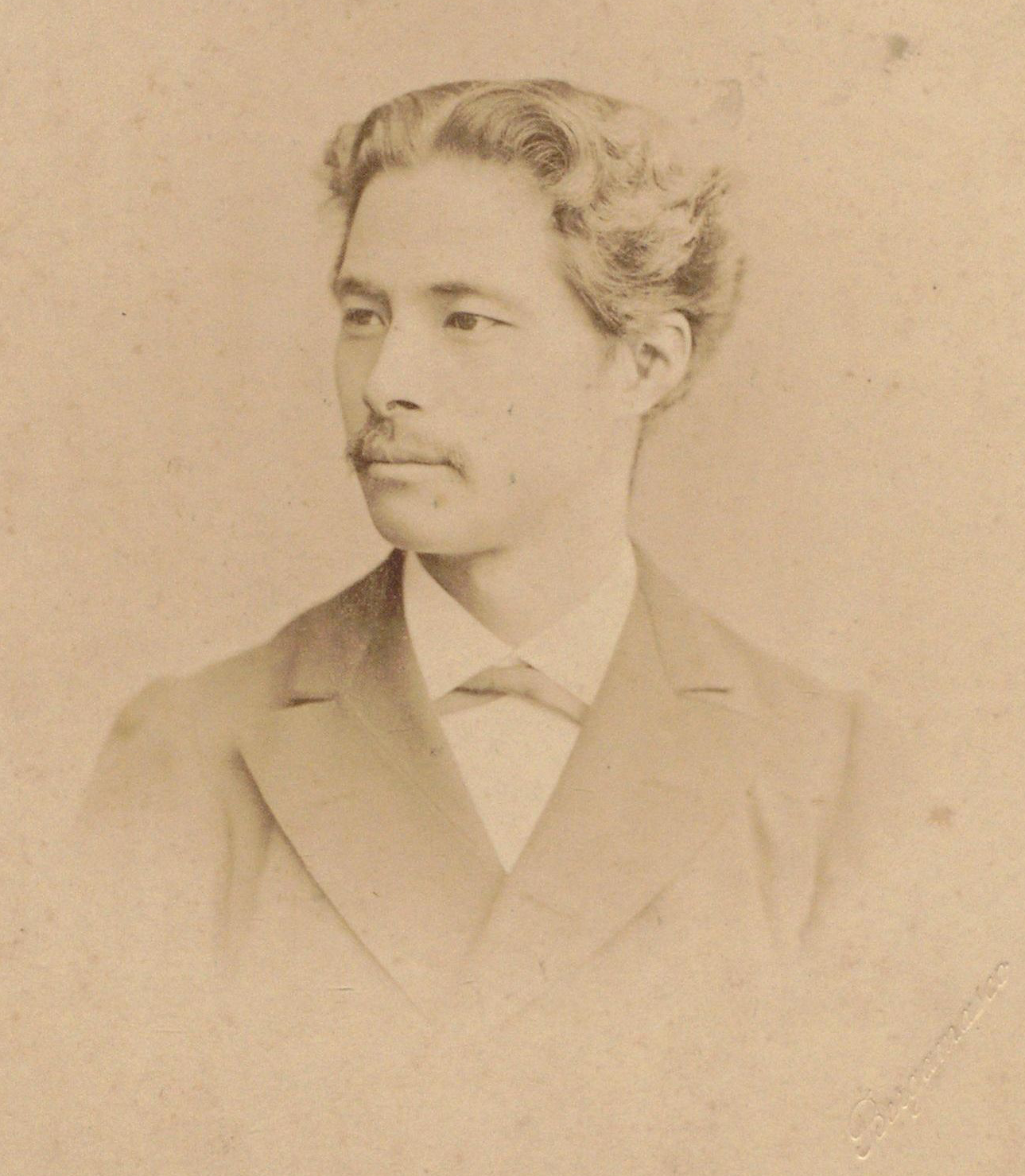
花房義質
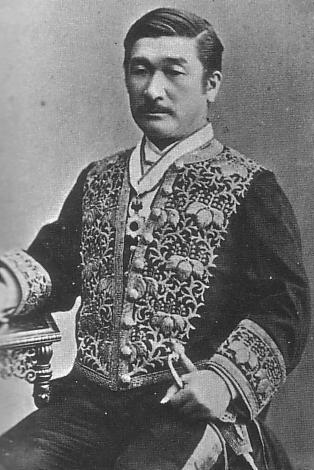
石田英吉
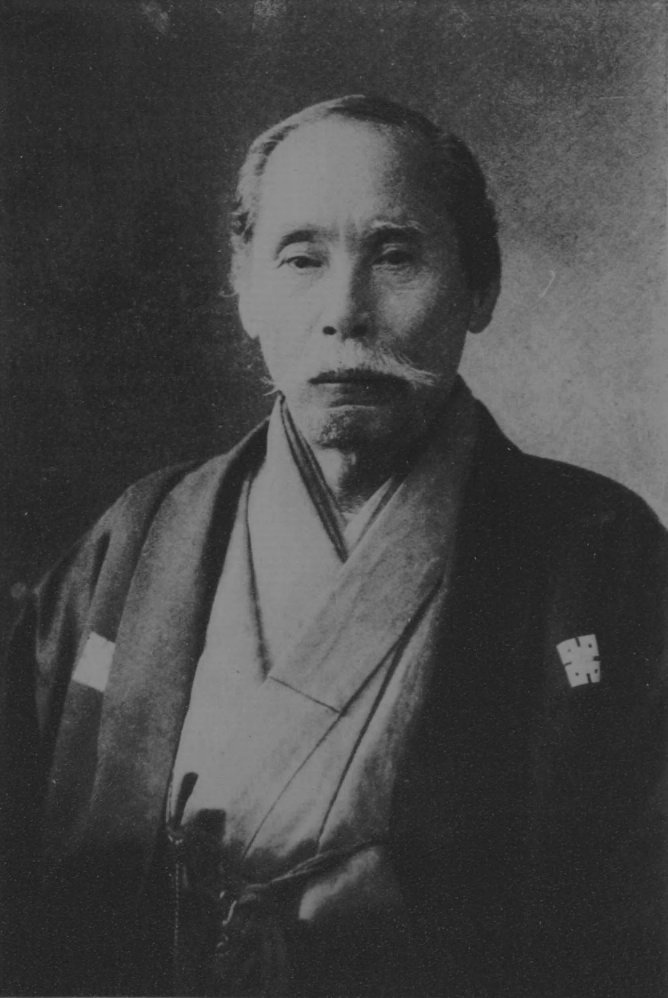
高松凌雲
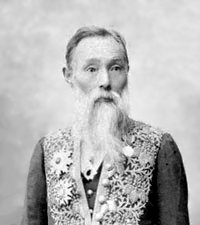
長與專齋
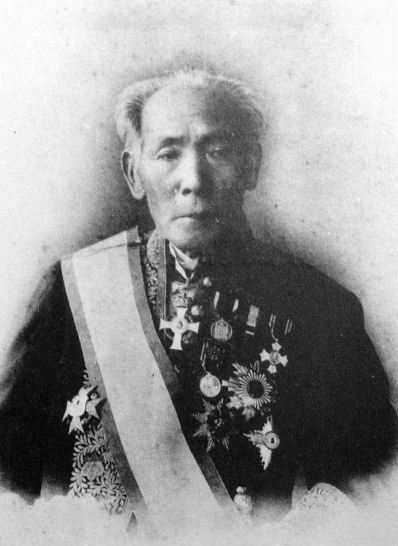
佐野常民
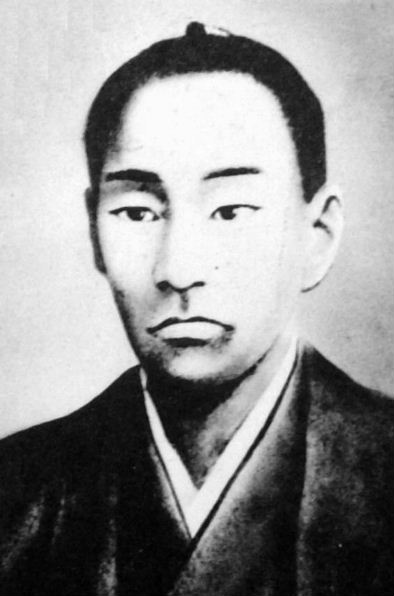
橋本左内

## 所在地
- 大阪市中央区北浜三丁目3‐8

## 交通
- 淀屋橋駅（京阪本線・Osaka Metro御堂筋線）徒歩2分
- 北浜駅（Osaka Metro堺筋線・京阪本線）徒歩4分